# مهدی نادری
مهدی نادری (زادهٔ ۲۹ فروردین ۱۳۵۲ در نجف آباد) فیلم‌نامه‌نویس و کارگردان اهل ایران است.

## فیلم‌شناسی

### کارگردان
- سامورایی در برلین (۱۳۹۷)
- افسانه شکارچیان گرگ (۱۳۹۴)
- بدرود بغداد (۱۳۸۸)

### نویسنده
- زودپز (۱۴۰۳)
- سامورایی در برلین (۱۳۹۷)
- افسانه شکارچیان گرگ (۱۳۹۴)
- قلب سیمرغ (۱۳۸۹)
- بدرود بغداد (۱۳۸۸)

### بازیگر
- افسانه شکارچیان گرگ (۱۳۹۴)

### تهیه‌کننده
- افسانه شکارچیان گرگ (۱۳۹۴)

### تدوین
- بدرود بغداد (۱۳۸۸)